# Cassian Dapoz

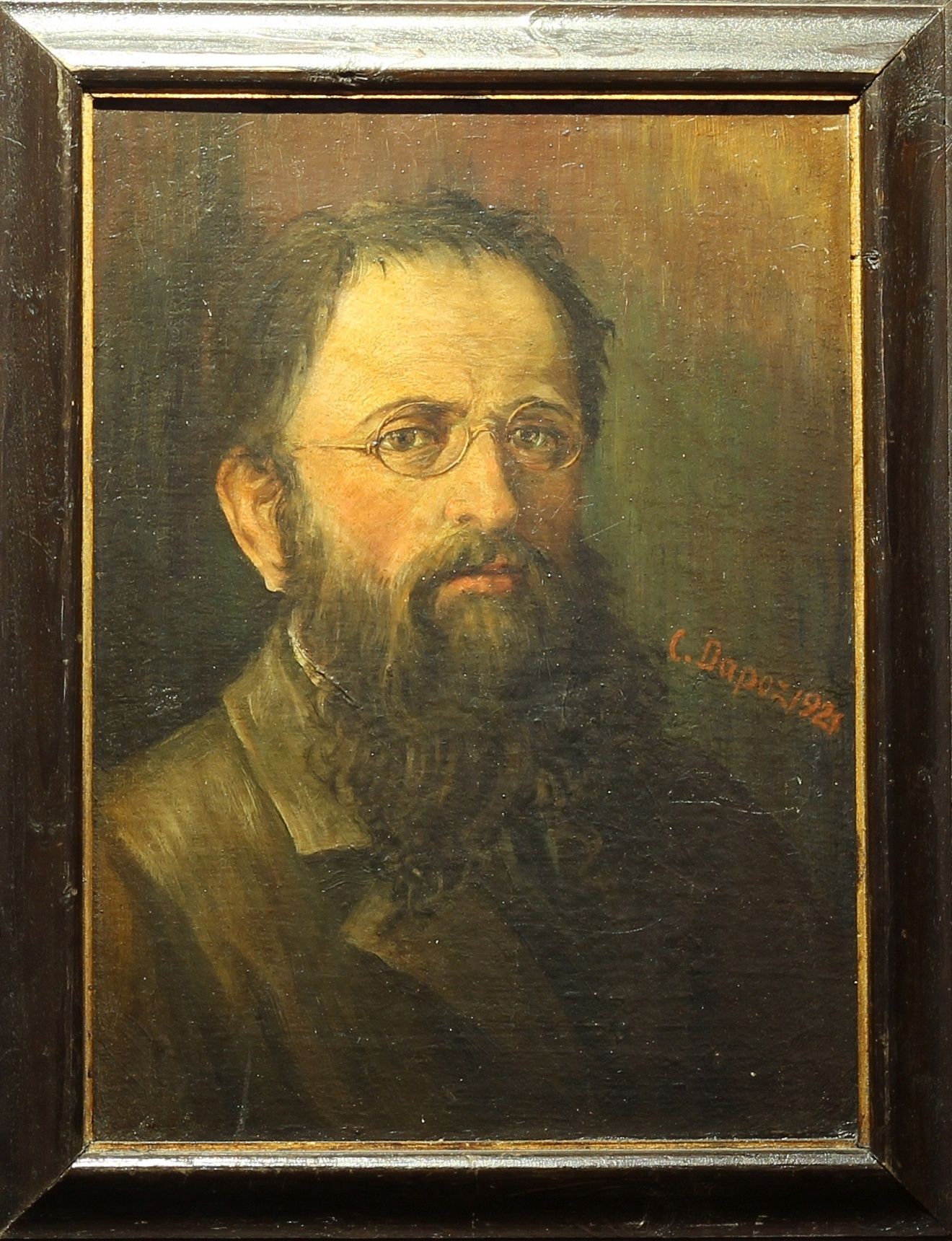
Selbstporträt Cassian Dapoz 1921

Cassian Dapoz (* 12. August 1874 in Campill, Österreich-Ungarn; † 16. August 1946 in Meran) war ein Maler und Restaurator in Südtirol.

## Leben
Cassian Dapoz besuchte von 1905 bis 1908 die Königliche Kunstgewerbeschule München (KGS) und anschließend einen Restauratorenkurs bei Eduard Gerisch in Wien. 1908 ließ er sich in Obermais bei Meran nieder. Sein „Atelier für kirchliche Malerei und Gemälderestaurierung“ befand sich im Trutzmauerhof.
Seine Werke sind vorwiegend im Stil der Nazarener gehalten, können aber auch teilweise dem späten Historismus zugeordnet werden.

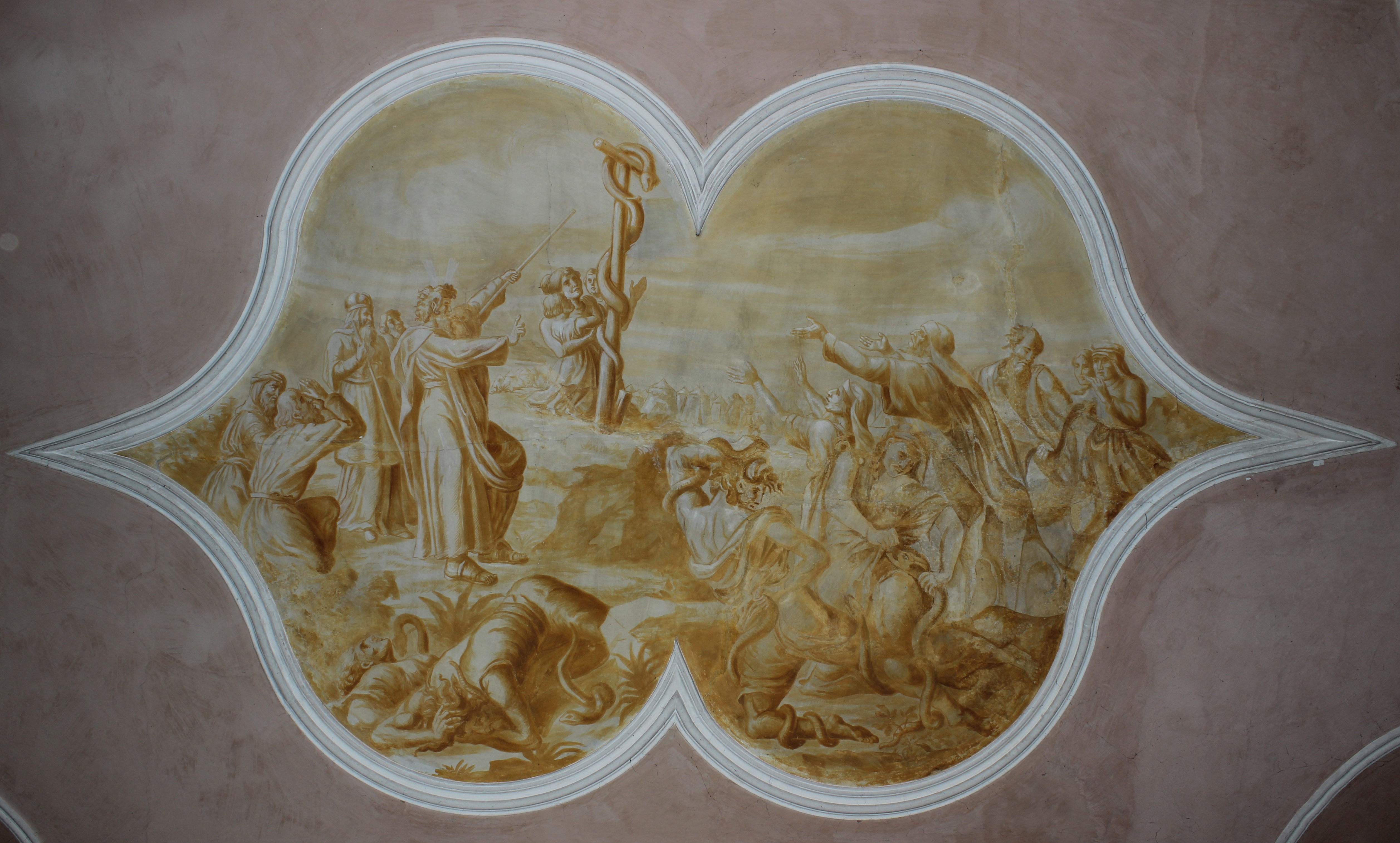
Deckengemälde in St. Hippolyt und St. Erhard

## Werke und Restaurierungen

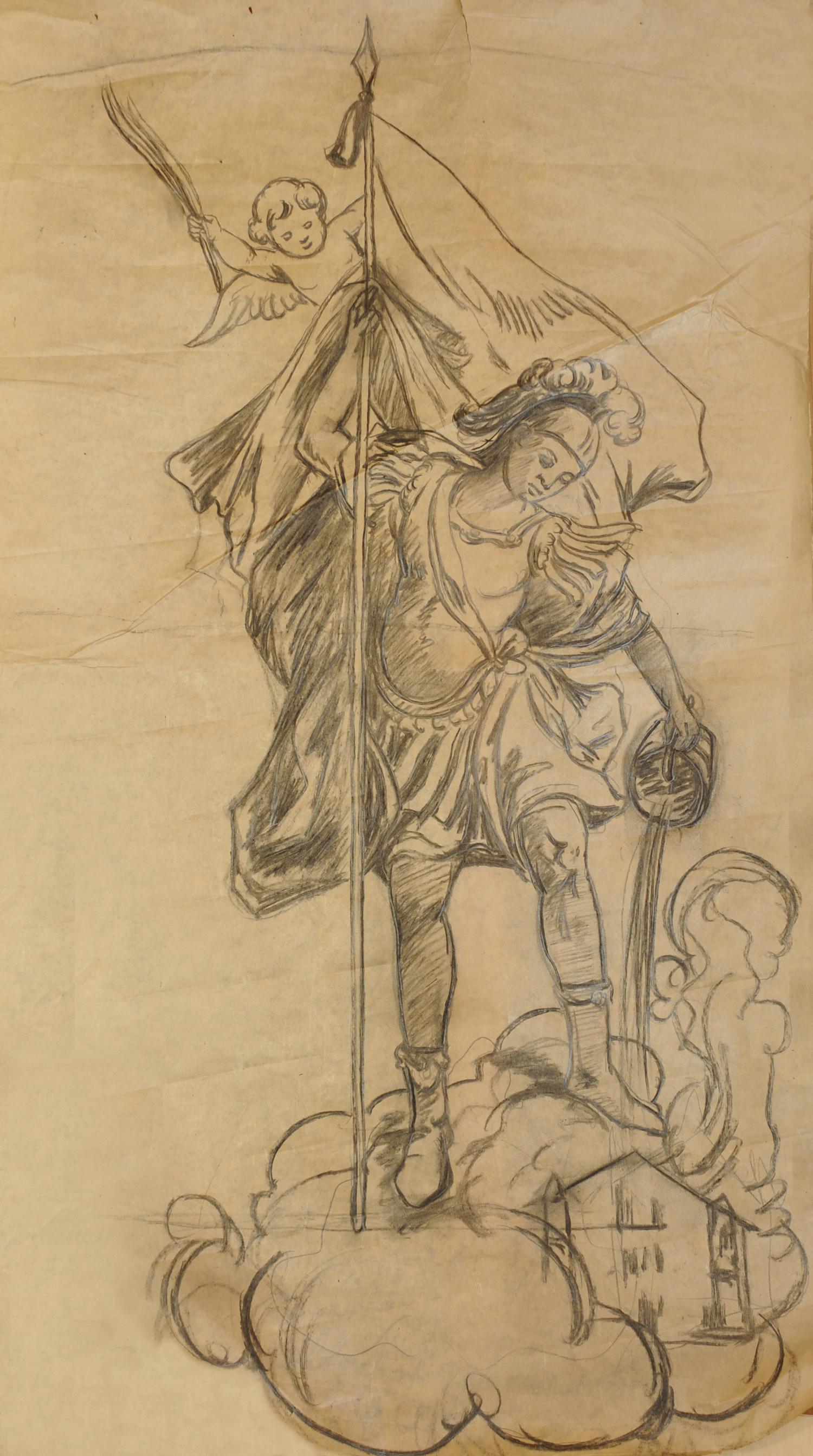
Karton Hl. Florian des Dapoz
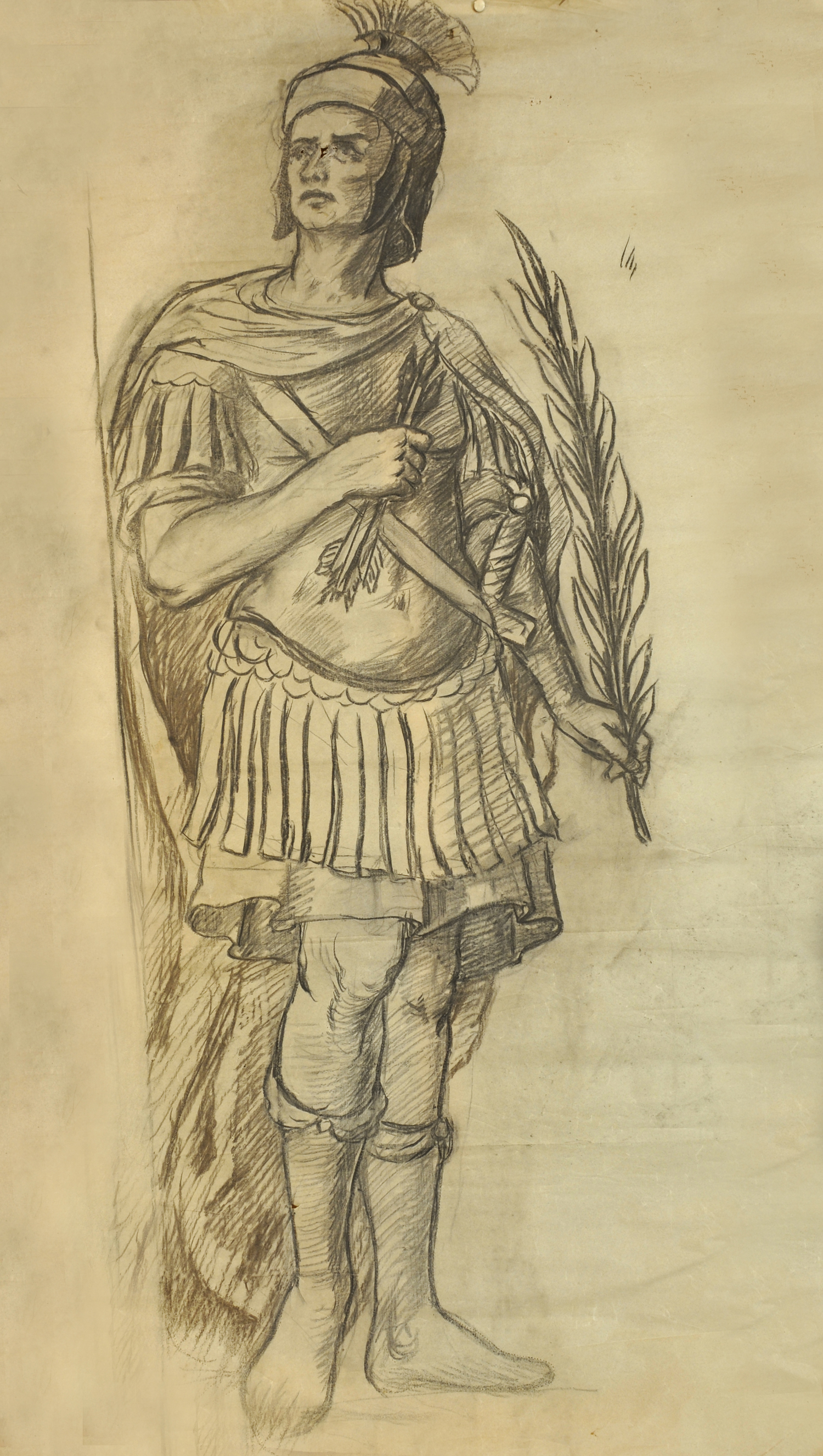
Karton Hl. Sebastian
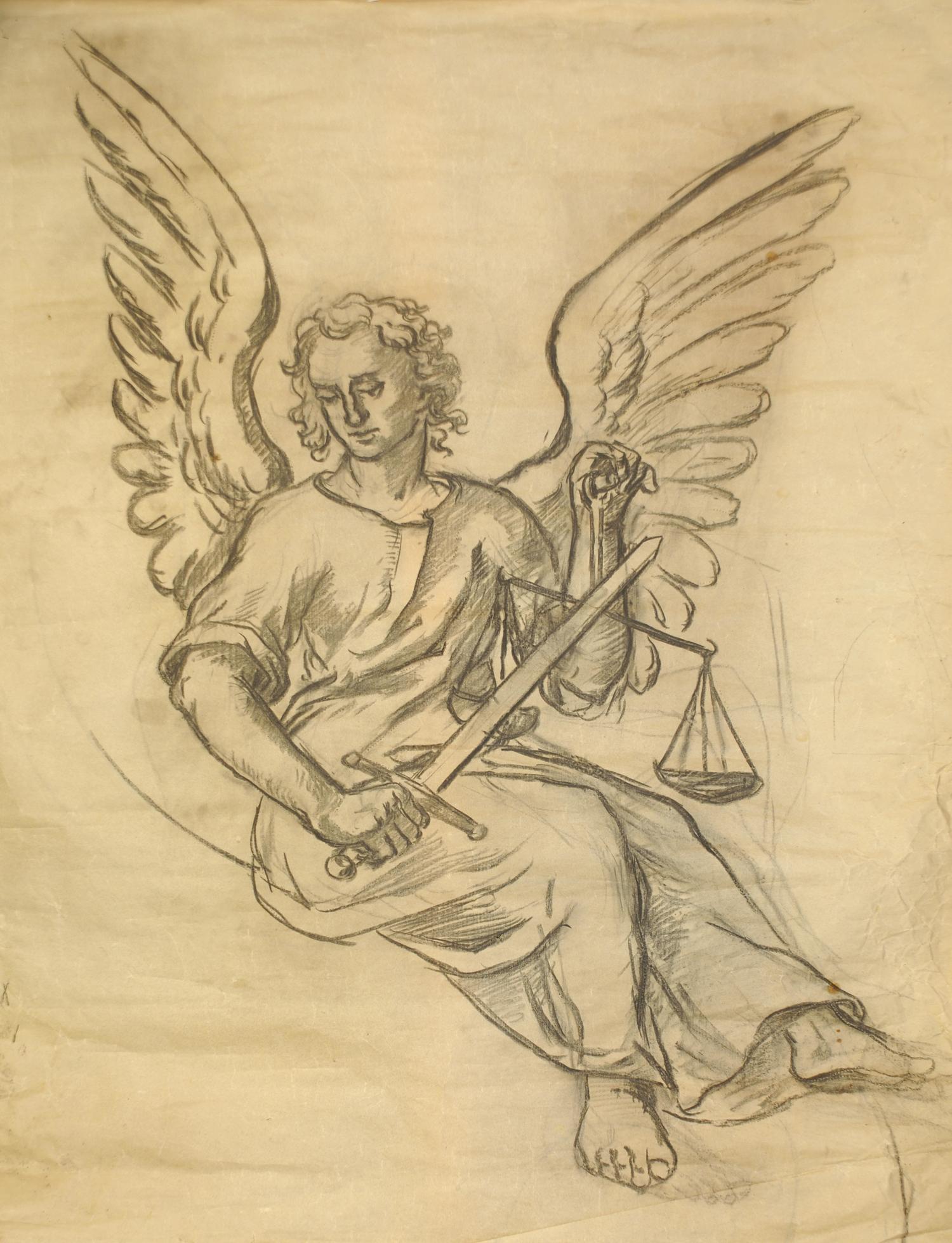
Karton Allegorie der Gerechtigkeit
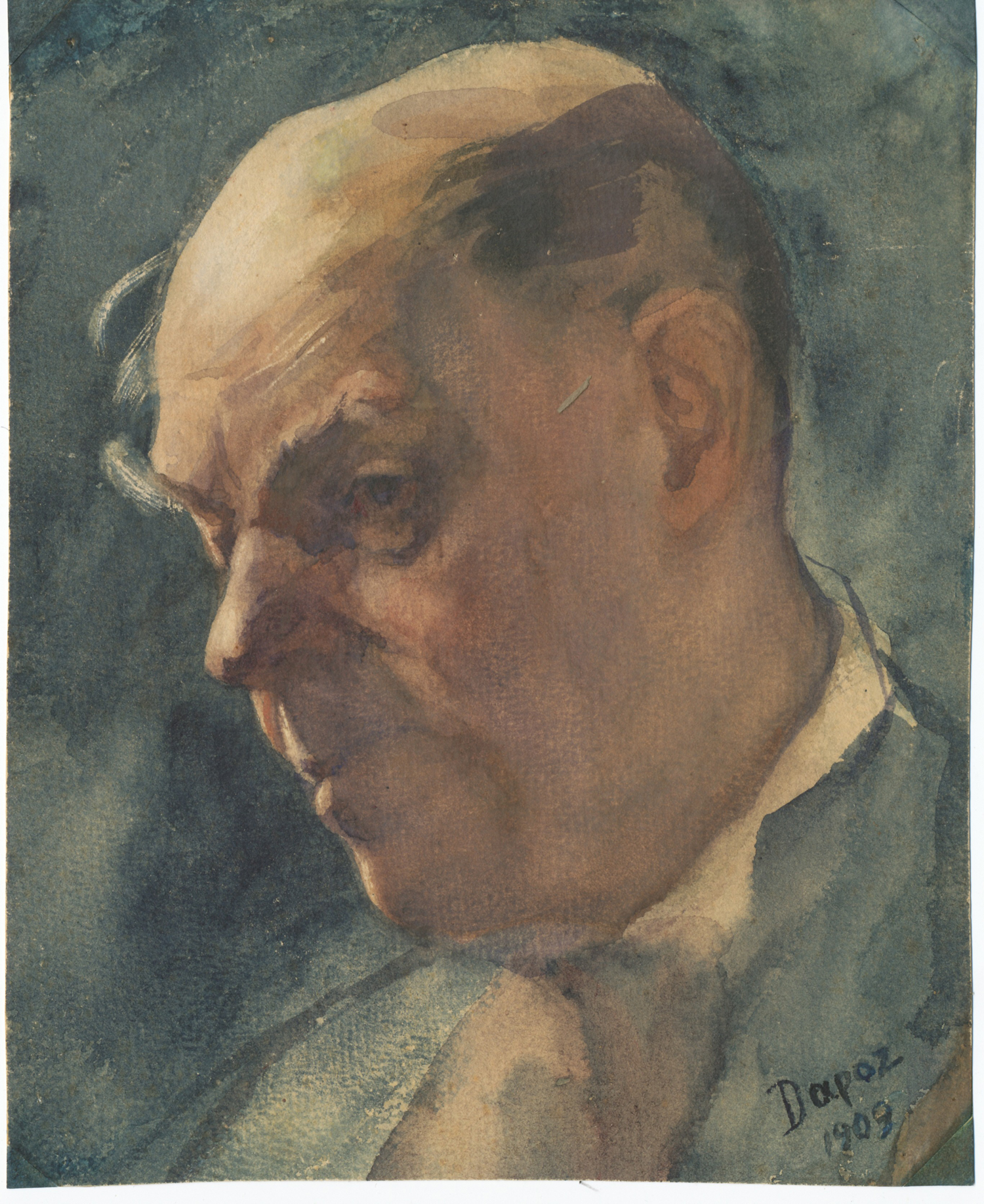
Porträt eines Unbekannten, signiert Dapoz 1909

- 1908 Sulden, Fresko an der Villa Flora[1]
- 1908 Meran, Ansitz Pflanzenstein, Ergänzung und Renovierung der Fresken[2]
- 1911 Tscherms, Fresken in den Friedhofsarkaden nach Martin Feuerstein
- 1911 St. Walburg in Ulten, Ausmalung des 1910 errichteten Bildstocks beim Eggwirt[3]
- 1914 Fresken der Bildstöcke bei der Georgenkirche in Obermais[4]
- 1914 Fresken am Gritschhaus in Meran[5]

- 1915 Alte Pfarrkirche Marchtrenk, Ausmalung mit zahlreichen Fresken nach Renovierung[6]
- 1920 St. Vigilius in Kurtatsch, Innenausmalung nach Renovierung[7]
- 1920 Sarnthein, in der bestehenden Totenkapelle wurde ein Kriegerdenkmal errichtet, Fresko mit Herz Jesu mit Kaiserjägern und Andreas Hofer.[8]
- 1921 Übertragung der Fresken aus dem Klarissenkloster Meran in den Kreuzgang
- 1922 Algund, Alte Pfarrkirche: Bilder in den Medaillons am Triumphbogen, Moses mit Schlange
- 1922 Freilegung des Freskos Maria Himmelfahrt in der Pfarrkirche von Schluderns[9]
- 1926 Gestaltung des Tarneller-Bildstocks am Straf-Gottes-Weg in Jenesien[10]
- 1927 Fresken am Erker des Tanner-Hofes in Niederlana
- 1928 Unterplatten, Bildstock
- 1929 Sarnthein, Pfarrkirche, Hl. Michael an der Nordseite
- 1930 Säulenbildstock beim Neuprantl (St.-Anna-Straße) in Niederlana[11]
- 1930 Marling, Bilder im Goidnerhof
- 1931 Erneuerung der Innendekoration der Friedhofskapelle St. Sebastian bei St. Pankraz[12]
- 1931 Mals, Lichtenegg, Dekoration an der Fassade[13]
- 1933 Meran, Restaurierung des Madonnenfreskos am Schreyögghaus (Lauben 64–72)[14]

- 1933 Schnals, Katharinaberg, Herz Jesu, Vier Evangelisten, Orgelkonzert
- 1934 Meran, Fresko St. Georg, an der Apotheke Dantestraße 4–10
- Glurns, Marienkirche, Kreuzwegstationen